# غوردون ويلسون (لاعب كرة قدم أمريكية)
غوردون ويلسون (بالإنجليزية: Gordon Wilson)‏ هو لاعب كرة قدم أمريكية أمريكي، ولد في 23 نوفمبر 1915 في فورت تاوسون في الولايات المتحدة، وتوفي في 8 يونيو 1997.

## وصلات خارجية
- غوردون ويلسون على موقع مرجع كرة القدم المحترفة.كوم (الإنجليزية)